# ヴァーレンドルフ
ヴァーレンドルフ (ドイツ語: Warendorf, ['vaːrəndɔrf], ヴェストファーレン方言: Warnduorp) は、ドイツ連邦共和国ノルトライン＝ヴェストファーレン州ミュンスター行政管区のヴァーレンドルフ郡に属す中規模郡所属市で、同郡の郡庁所在地である。この街は、毎年行われるノルトライン＝ヴェストファーレン州の馬飼育場による馬のパレードで有名である。

## 地理

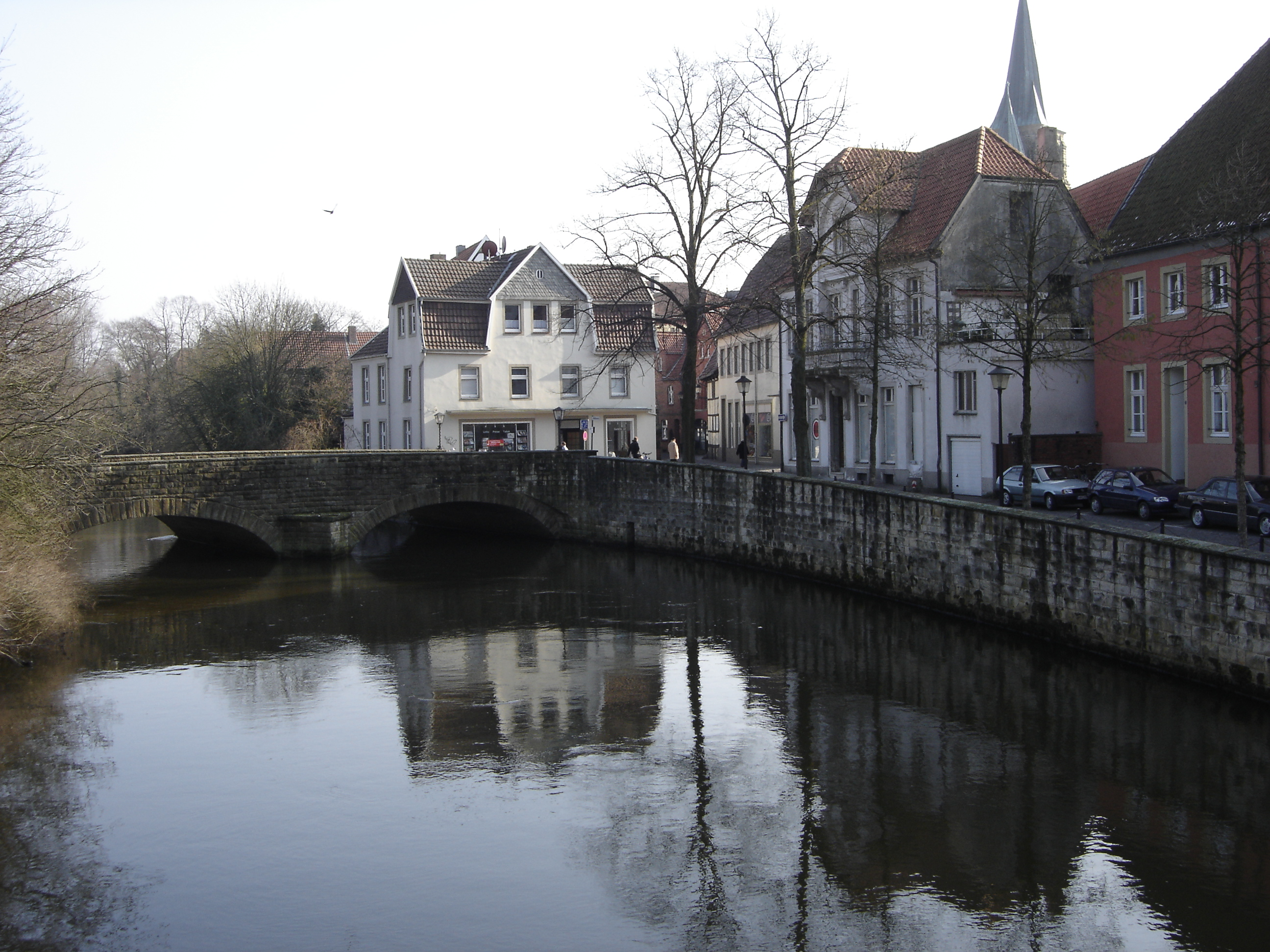
ヴァーレンドルフのエムス川に架かる橋

ヴァーレンドルフはミュンスターラント東部のエムス川沿いに位置している。ヴェストファーレン盆地は、市内の比較的小さな部分を占めるに過ぎないが、集中的に農業に利用されている。耕作地、草原、牧草地、小さな森、屋敷を囲む生け垣といった変化に富む光景から、「ミュンスターラントの公園的景観」と呼ばれている。
最寄りの大都市は、約 30 km 西に位置するミュンスターである。このほかの近隣の大都市としては、40 km 北のオスナブリュック、45 km 東のビーレフェルト、35 km 南のハムがある。

### 隣接する市町村
ヴァーレンドルフは、北から時計回りに以下の市町村と境を接している: ザッセンベルク、ベーレン、エニガーロー、ゼンデンホルスト、エーヴァースヴィンケル、テルクテ、オストベーヴェルン（以上いずれもヴァーレンドルフ郡）、グランドルフ（ニーダーザクセン州オスナブリュック郡）。

### 市の構成
1975年の市の新設以降、ヴァーレンドルフ市は5つの市区で構成されている。エムス川の両岸に広がる中核市区のほかに、市北部のミッテおよびアイネン/ミュッシンゲン、南部のフレッケンホルストおよびヘートマール地区がある。

## 歴史
ヴァーレンドルフの起源と地名は、9世紀の荘園 Warantharpa （「堤防沿いの村」）に遡るが、おそらく700年以前にはすでに成立していたと推測される。ヴァーレンドルフは1197年から1201年の間に「市」となった。この頃には、すでに存在していた「アルテ・キルヒェ」（「古い教会」、聖ラウレンティウス教会を指す）が属す教会区のほかに、「ノイエ・キルヒェ」（「新しい教会」、聖マリエン教会）を含む第2の教区が内市街の西部に成立した。再洗礼派が統治した時代にすべての文書や記録が廃棄されたため、中世の法的意味合いにおけるミュンスターと同様の都市権授与に関する文書は、ミュンスターのそれと同じく現存しない。都市への昇格については、特に司教ヘルマン2世フォン・カッツェンエルンボーゲン（在位: 1173年 - 1202年）が貢献した。
1224年にヴァーレンドルフを住民の自治組織を意味する Civitas と記述している文献が初めて現れる。ヴァーレンドルフは次第に裕福になり、この頃から「都市の空気は自由にする」という標語が口にされるようになった。1255年に商人を盗賊から護るために、ラインのラント平和同盟が結ばれた。ヴァーレンドルフは、ミュンスターとエルデとの間に位置する地理的利点から、この時代にますます重要な商業都市に成長していった。このほかにヴァーレンドルフはリンネルの生産と売買で利益を得ていた。裕福なヴァーレンドルフ住民は、マルクト広場、エムス通り、オスト通り沿いに住んだ。ヴァーレンドルフには現在もこの都市構造が残っている。これに対して貧しい住民は土を付き固めた粗末な家に住んでいた。劣悪な生活環境は、疫病やその他の疾患の温床となった。
1404年にヴァーレンドルフで火災が起こり、600棟の家屋のほかに聖ラウレンティウス教会や市庁舎がすべての収蔵品とともに焼失した。市庁舎内の大きな木はこの火災を記念している。
1533年、ミュンスターと同じように、ヴァーレンドルフで再洗礼派運動が起こった。再洗礼派信者は1534年10月に1週間にわたって市の権力を掌握した。その後司教フランツ・フォン・ヴァルデックが短期間この街を占領して運動は終結した。4人の再洗礼派の「使徒」とヴァーレンドルフの指導者が死刑判決を受け、マルクト広場で斬殺された。見せしめのために、「使徒」の遺体は、4つの市門にさらされた。この結果ヴァーレンドルフは、1542年に再び獲得するまで、都市権を剥奪された。参事会議員の自由選挙は1556年に司教フランツの後任者の下で初めて行われた。再洗礼派運動は、都市や教会に対して危害を加えなかったが、17世紀になるまで地下活動として尾を引いた。

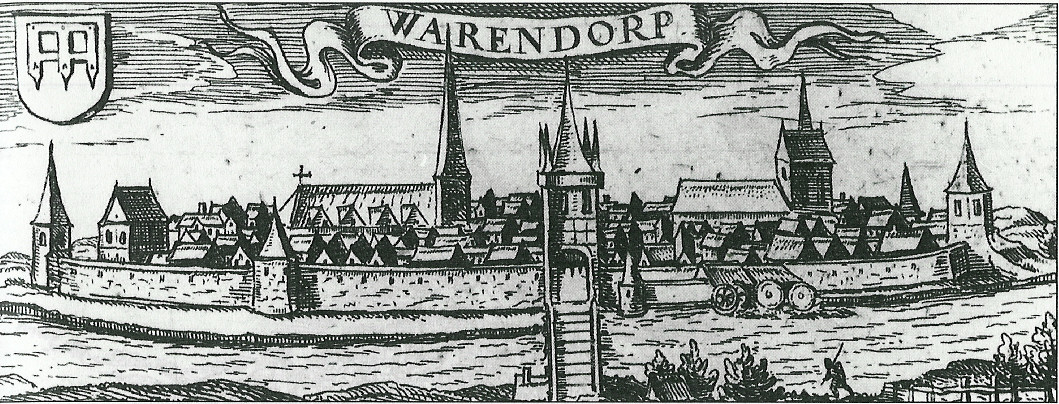
ヨハネス・ギガスの1616年の銅版画に描かれたヴァーレンドルフ

三十年戦争の宗教的闘争に関連して、この街は1627年から1632年まで再び都市権を喪失した。1657年にフェットマルクトに関して初めて記述されている。この市場は、現在も重要な歳の市の1つとして存続している。1741年に再び大火が起こり、聖マリエン教会と332棟の家屋が犠牲となった。その結果、多くの職人がこの街を去り、経済的衰退が加速した。
1802年にヴァーレンドルフはプロイセンの支配下に置かれた。かつて裕福だった都市は貧しくなっていた。1826年、プロイセンの馬匹管理局によってヴァーレンドルフにヴァストファーレン馬飼育場が設けられた。1887年に鉄道ミュンスター - ヴァーレンドルフ - レーダ線が開通した。これに伴って、最初の駅が建設された。この駅は現在も遺っているが、数年来空き家となっている。1902年に新しい駅舎が建造され、運用が開始されたが、1995年1月13日に焼失した。
1937年から1938年にヴァーレンドルフは軍事都市となった。市の北部に兵舎が造営された。ここには現在連邦軍の体育学校が入居している。

### 市町村合併
1945年10月1日にノイヴァーレンドルフが合併した。
1844年にアルトヴァーレンドルフが解体されて以降存在していた町村のフェルゼンとフォーレンが1969年7月1日に合併した。
1975年1月1日にアイネン、ミッテ、フレッケンホルスト市とともに自治体の新設がなされた。旧ヴァーレンドルフ郡と旧ベックム郡が合併して、新たなヴァーレンドルフ郡が成立した。

## 住民

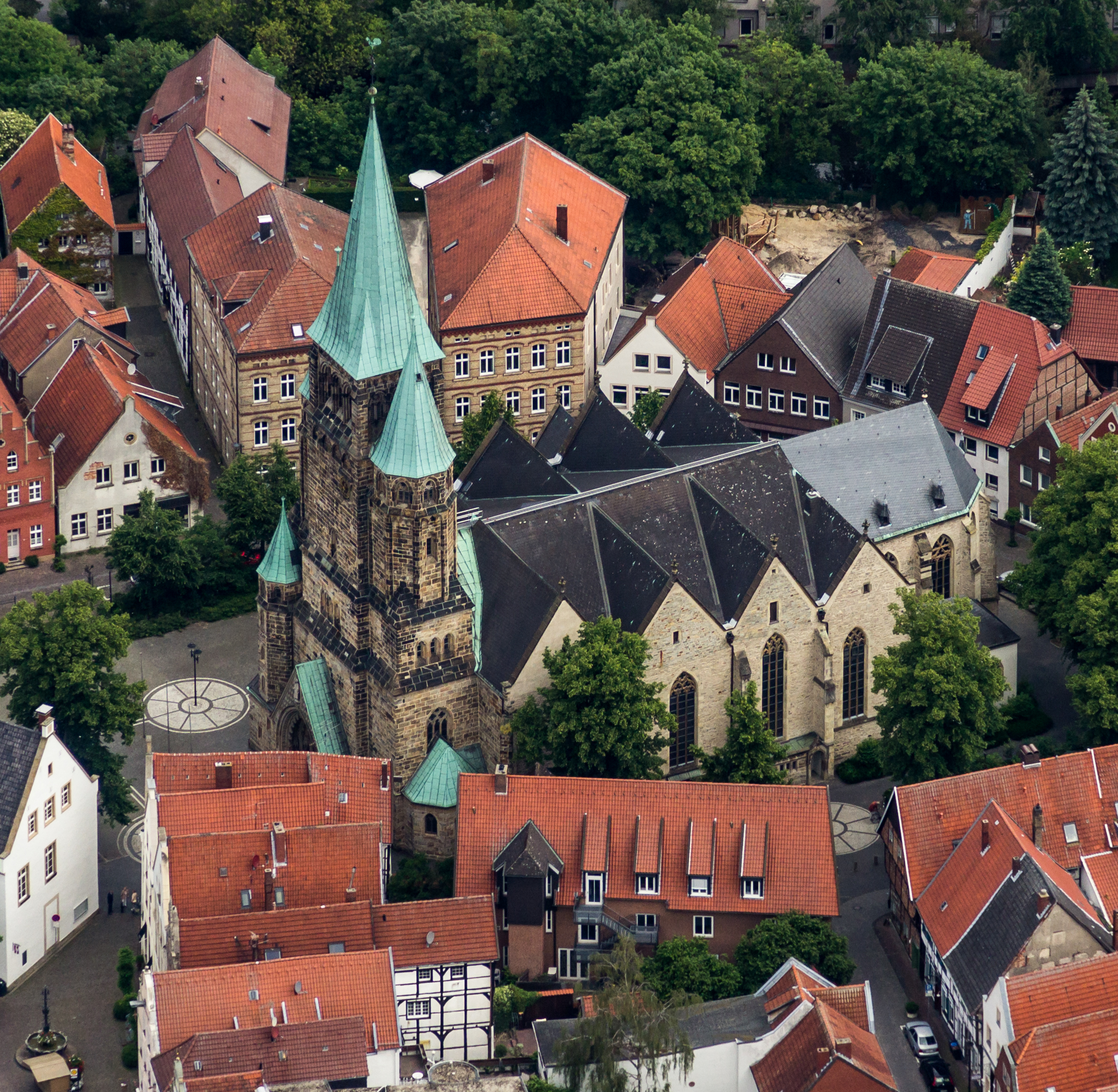
聖ラウレンティウス教会

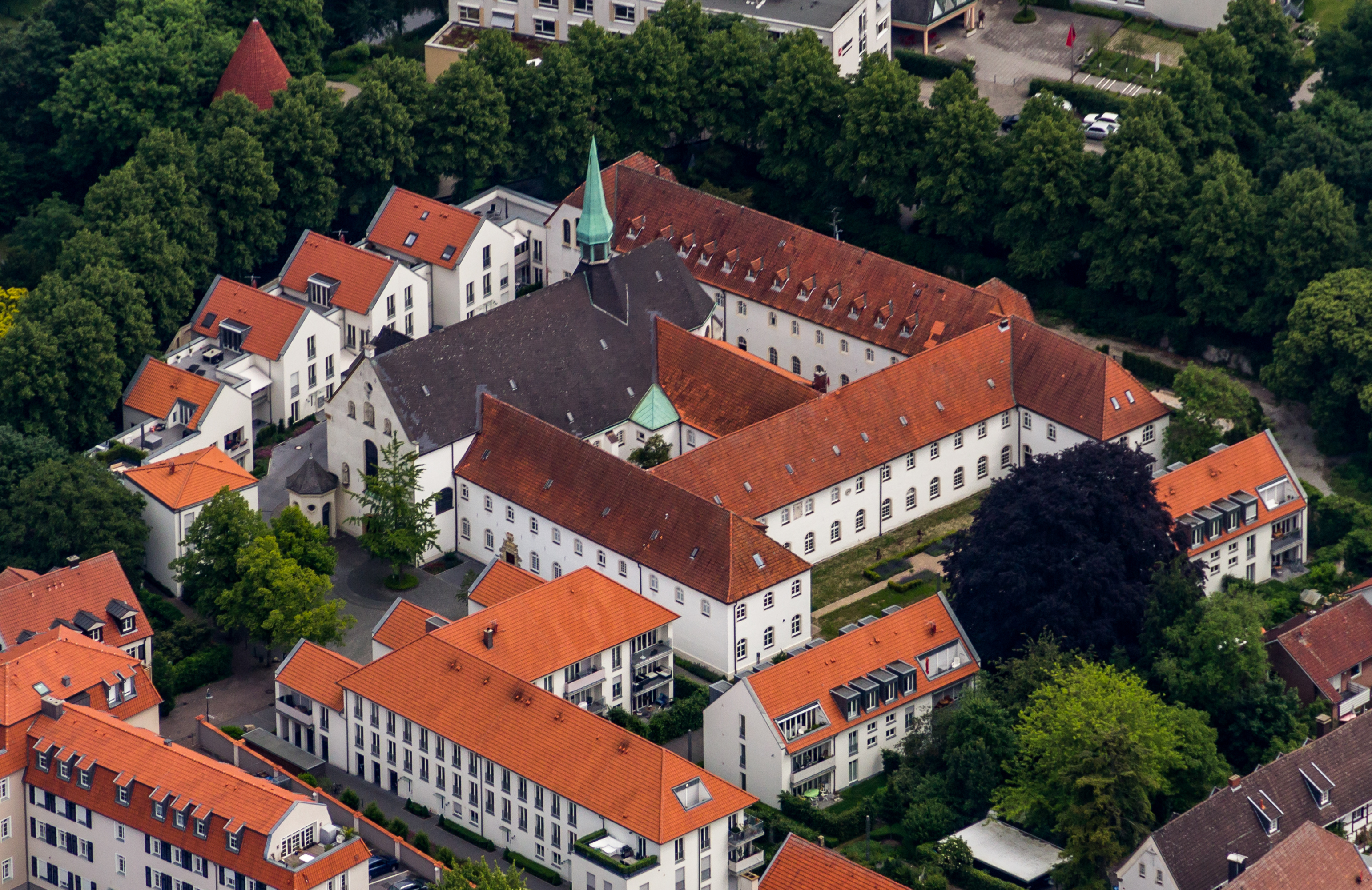
フランシスコ会修道院

### 宗教
本市は主にカトリックの街である。ヴァーレンドルフの中核市区には以下の教会組織が存在する。
ローマ＝カトリック教会:
- 聖ラウレンティウス教会（市で最も古い教会）
- 聖マリエン教会（市で2番目に古い教会）
- 聖ヨーゼフ教会（市で最も新しい教会）

これら3つの教会は、2010年に聖ラウレンティウス教会に統合された。
このほかにフランシスコ会修道院教会があり、その教会内にはミュンスターの彫刻家ヨハン・ハインリヒ・ケーニヒが1771年に制作した講壇がある。フランシスコ修道院は修道会から個人投資家に売却され、住居に改築されている。このほかにかつての修道院の建物には西プロイセン州立博物館が入居している。
アイネン地区には、創建時の建築様式を遺す、ミュンスターラントで最も古い教会の1つがある。その傍らに1983年に新しい教会が建設された。したがってここでは、この地域で最も古い教会と最も新しい教会を同時に見ることができる。
福音主義教会は以下に分けられる。
- ヴァーレンドルフ北教会
- ヴァーレンドルフ南教会

2005年に CVJM（キリスト教青年会）が設立された。
このほかに、新使徒派教会、エホバの証人の王国会館、メノナイト教会、福音主義自由教会、イスラム教会がある。
1941年までヴァーレンドルフにユダヤ教会が存在した。かつてのシナゴーグは別の形で現存している。いくつかの石碑がヴァーレンドルフにおけるユダヤ人の生活をしのばせる。
- 聖マリエン教会
- 聖ヨーゼフ教会
- アイネンのカトリック教会

## 行政

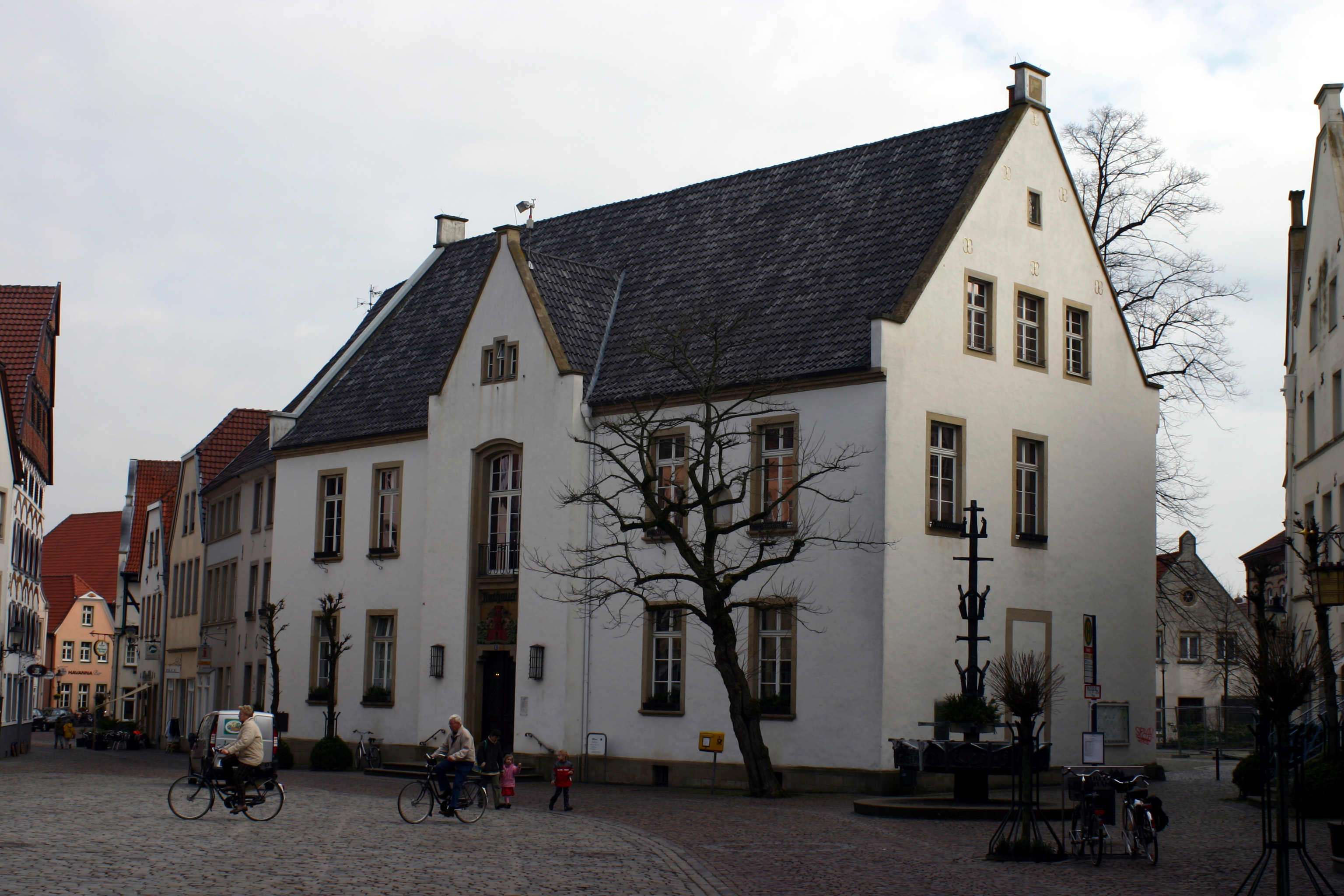
ヴァーレンドルフ市庁舎

### 議会
ヴァーレンドルフの市議会は 42議席で構成される。

### 首長
市長は、2015年10月21日からアクセル・リンケが務めている。彼は、2015年9月13日の選挙で CDU と FDP の推薦を受けた。彼はこの選挙以前はライネ市の行政長官であった。

### 紋章
ヴァーレンドルフ市の紋章は金地に、塔と市門を持つ胸壁状の市壁が描かれている。開いた市門の上には銀色の吊り格子がある。門と塔の窓は円形アーチである。これは1255年のケルン市との条約に遺された現存する最古のこの街の印章と似ている。この紋章は1952年に市議会によって採択された。ヴァーレンドルフ市の旗は、白 - 青 - 赤が4回繰り返される12本の同じ幅の縦縞である。これは1680年から使用されていることが確認されている。

### 姉妹都市
- ジェルジョニュフ（ポーランド語版、英語版）（ポーランド、ドルヌィ・シロンスク県）
- バロンタン（フランス語版、英語版）（フランス、セーヌ＝マリティーム県）
- パヴィリー（フランス語版、英語版）（フランス、セーヌ＝マリティーム県）
- オレシニツァ（ポーランド語版、英語版）（ポーランド、ドルヌィ・シロンスク県）
- ピータースフィールド（英語版）（イギリス、ハンプシャー）

ヴァーレンドルフはヨーロッパの多くの都市と、一部は長年にわたり、関係を構築してきた。1951年にはすでに、ヴァーレンドルフはシレジアのジェルジョニュフ（ドイツ名: ライヒェンバッハ）と姉妹都市関係を結んだ。この街からは多くの放逐された人々がヴァーレンドルフ郡に移住した。フランスとの古くからの姉妹都市関係としては、1965年からのヴァーレンドルフとノルマンディー地方のバロンタンとの間や、その7年後の当時は独立した町村であったフレッケンホルストと同じくノルマンディー地方に位置するパヴィリーとの間の姉妹都市関係がある。この2つの姉妹都市協定は、第二次世界大戦後のドイツ - フランス間の和解成立後の早い時期に締結されたものである。ヨーロッパ統合に伴い、ニーダーシレジアのオレシニツァ（旧エールス）とヴァーレンドルフの市長は2002年に友好協定文書に署名した。2007年からは、サウス・イースト・イングランドのピータースフィールドと姉妹都市協定が締結され、これ以後姉妹都市関係が保たれている。いずれの姉妹都市関係も民間交流から始まっている。
2001年にヴァーレンドルフはシュトラスブルクで欧州評議会からヨーロッパジプロムを授与された。受賞理由として、ドイツ - フランス間の関係におけるヴァーレンドルフの功績が挙げられた。ジプロムはヨーロッパ賞の4段階のうち最高位の賞である。
さらにヴァーレンドルフは「新ハンザ同盟」に加盟している。

## 文化と見所

### 見所

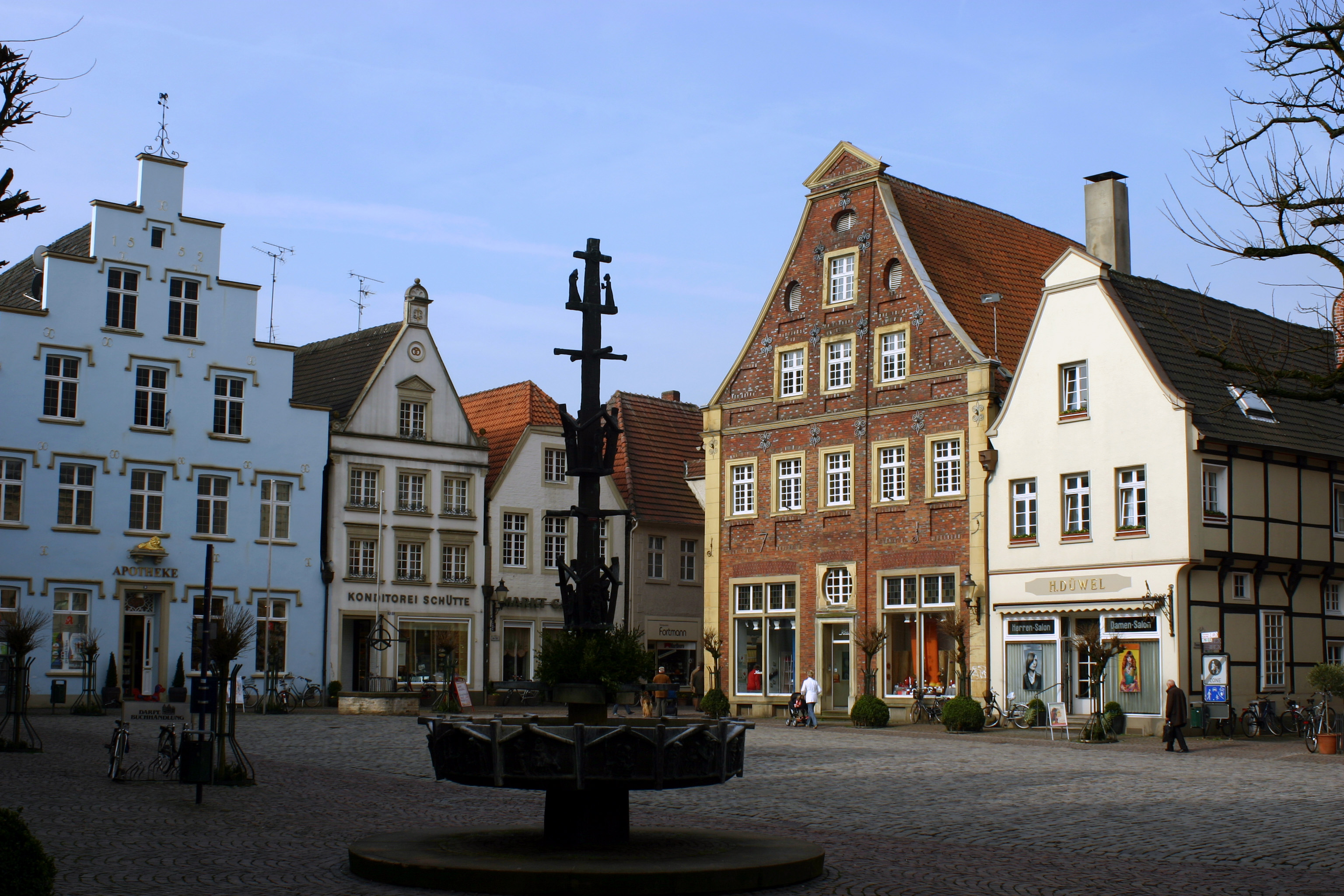
ヴァーレンドルフのマルクト広場

- マルクト広場を含む歴史的旧市街。様々な時代、建築様式の建物が立ち並ぶ。
- マリエン教会。1911年に建造されたネオロマネスク様式のバシリカ。その傍らに旧マリエン教会の塔（1200年頃）、ピエタ像（1400年頃）、マリア像（18世紀）がある。
- ラウレンティウス教会。1404年の大火以後に建設された。1430年の祭壇画を持つ。
- ノルトライン＝ヴェストファーレン州ヴァーレンドルフ馬飼育場。
- フレッケンホルストの修道院教会（1129年）。この教会は所有している洗礼盤によって芸術史上有名である。
- 市立博物館（ツッカーティムペン通りのガーデム、タペーテンザール、工場主ビスピンク邸、歴史的市庁舎、門衛所に分散している）。
- テアター・アム・ヴァル。1950年代の映画館。
- フランツィスカナー修道院（1673年）、修道院教会と門（1683年）。
- 福音主義クリストゥス教会（1899年）。
- ベントハイム塔。旧市壁の最後の塔。
- ハルラ記念碑。奇跡の馬ハルラの銅像。

- マリエン教会の塔
- ラウレンティウス教会の祭壇画
- ヴァーレンドルフ馬飼育場
- フレッケンホルストの修道院教会の洗礼盤
- ベントハイム塔

### 博物館

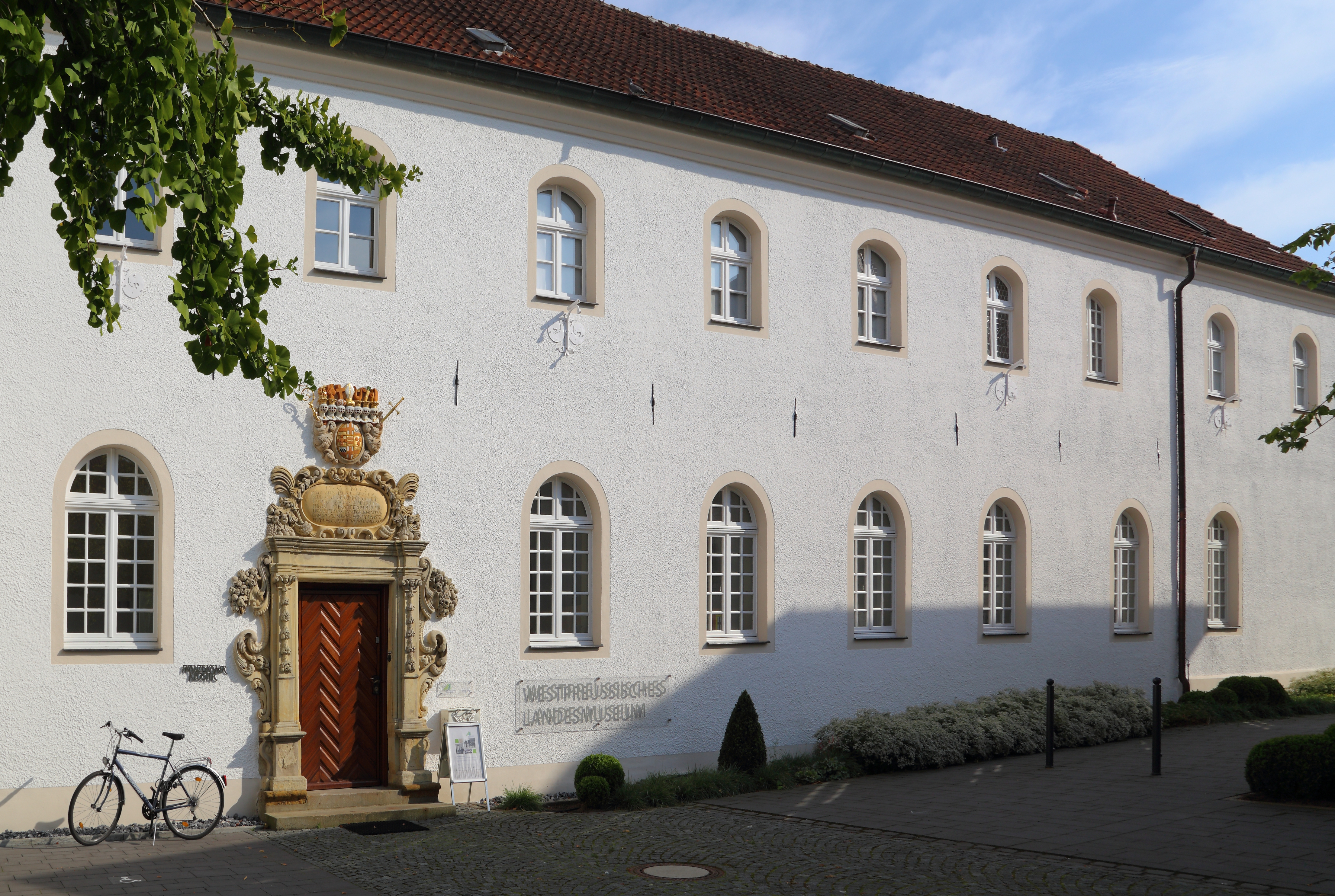
西プロイセン州立博物館の入り口

- 西プロイセン州立博物館は、ヴァーレンドルフの旧フランシスコ会修道院の建物内に、2014年末に開館した[20]。
- 市立博物館は、歴史的旧市街内に点在する様々な博物館の集合体である。ツッカーティムペン通り4番地のガーデムは、1925年頃の2組の慎ましい労働者家族の住まいを展示している。ビスピンク邸やクロスター通り7番地の屋敷では歴史的なフランス製壁紙による贅沢な天井装飾や、ビーダーマイアー時代のサロンといった2組の工場主家族の生活環境を見ることができる。オストトーア（東門）の門衛所は、ヴァーレンドルフ最後の門衛の生活や仕事の環境を展示している。マルクト広場に面した歴史的市庁舎は、市立博物館の情報センターである。歴史的な参事会ホールのほかにヴァーレンドルフ市とその協力者が現代美術や、本市とその周辺の芸術史上テーマによる展示を行っている[21]。
- ハインリヒ・フリーデリヒ博物館[22]

### 音楽
- ヴァーレンドルフ交響楽団: 2006年秋に結成されたこのオーケストラは、18、19、20世紀の管弦楽曲を演奏する。毎年1本のコンサートプログラムを仕上げて、少なくともヴァーレンドルフとフェルスモルトで演奏を行う[23]。ベックム＝ヴァーレンドルフ郡立音楽学校にはアンサンブルがあり、志を持った音楽家にとって幼い頃から始めた音楽教育をさらに伸ばす機会となっている[24]。
- ムジーク・アン・ザンクト・マリエン（「新教会」における音楽）: 教会合唱団、ゴスペルコーラス、児童合唱団、青少年合唱団、聖マリエン楽友会、マリエン教会および教区ホールでの定期演奏会。
- ヴァーレンドルフ室内合唱団: この合唱団はマリエン教会のカントルであったアンスガール・クロイツによって、ヴァーレンドルフおよびその周辺地域の礼拝堂合唱団として設立され、宗教曲や世俗曲のコンサートを開催している。この合唱団は様々なコンクールで受賞している。
- フレッケンホルストの夏のコンサート: 毎年8月第3週末にフレッケンホルスト地区ヴェスターホルト城のステージで、国際的な音楽家が参加する野外コンサート「フライタークアーベント」（金曜日の夜会）が開催される。

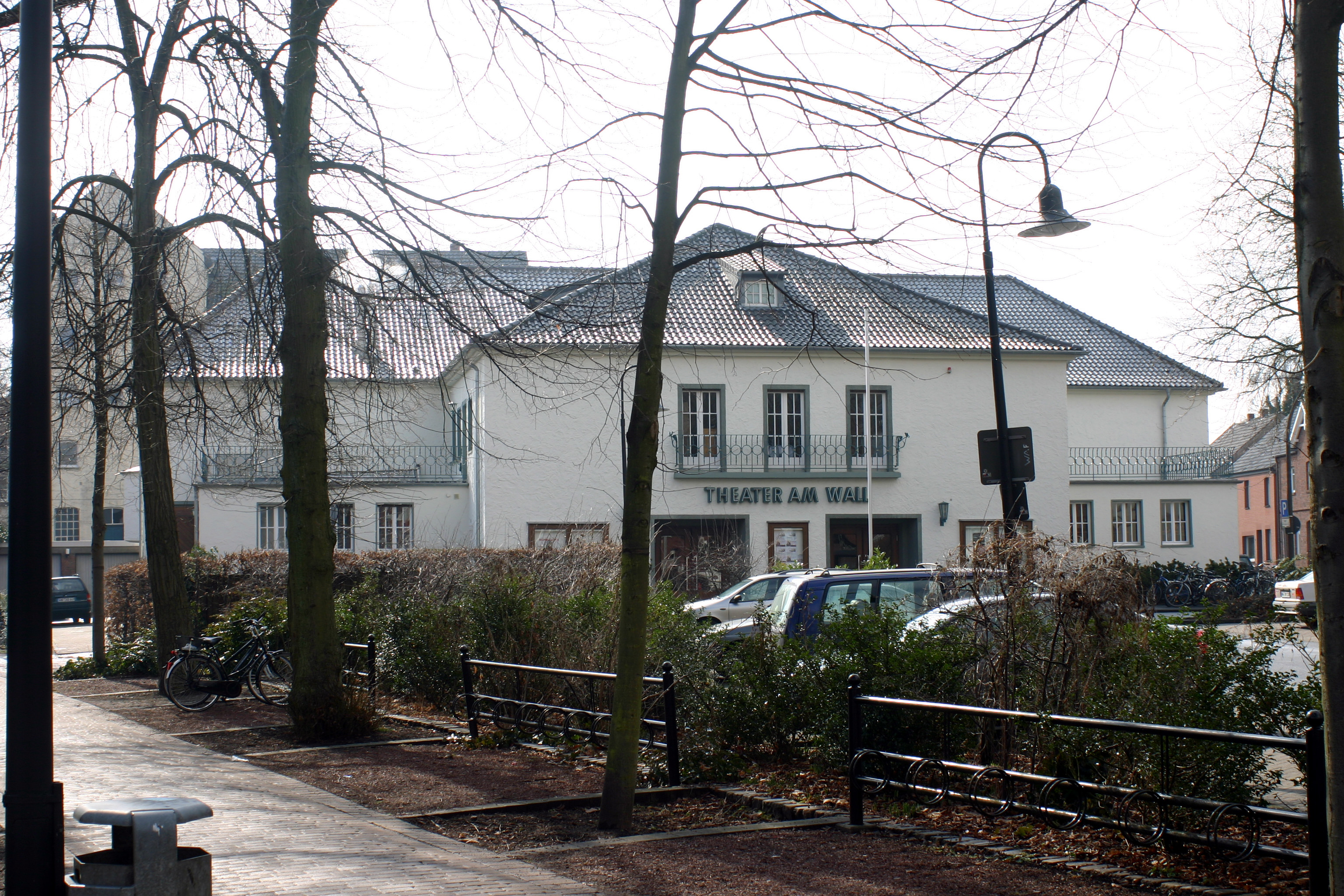
テアター・アム・ヴァル

### 演劇
テアター・アム・ヴァルは、1950年11月2日に映画館として開館し、1990年に映写装置が撤去されて以後、ヴァーレンドルフ市が運営を引き継いだ。1997年からヴァーレンドルフ市と TaW 運営協会 e.V. は協力することとなった。上演作品は、演劇作品、小演劇・キャバレー、子供劇の3本の柱で構成される。

### レジャー
サイクリングや乗馬はヴァーレンドルフの伝統的なレジャー・スポーツの1つである。「レギオナーレ2004」プロジェクトに伴い、一部新たに建設された自転車道エムスアウエンヴェーク（ヴァーレンドルフからエムス河畔の草地を通りライネまで）や欧州遊歩道 R1号線が市域内を通っている。自転車道網は、多くの経済道路や一般道に沿った自転車レーンなどで補われている。また、やはり「レギオナーレ2004」プロジェクトに伴い、全長 140 km の乗馬コースがヴァーレンドルフ内およびその周辺に整備されている。さらにヴァーレンドルフにはゴルフ場、釣りのための水域、キャンプ場などがある。

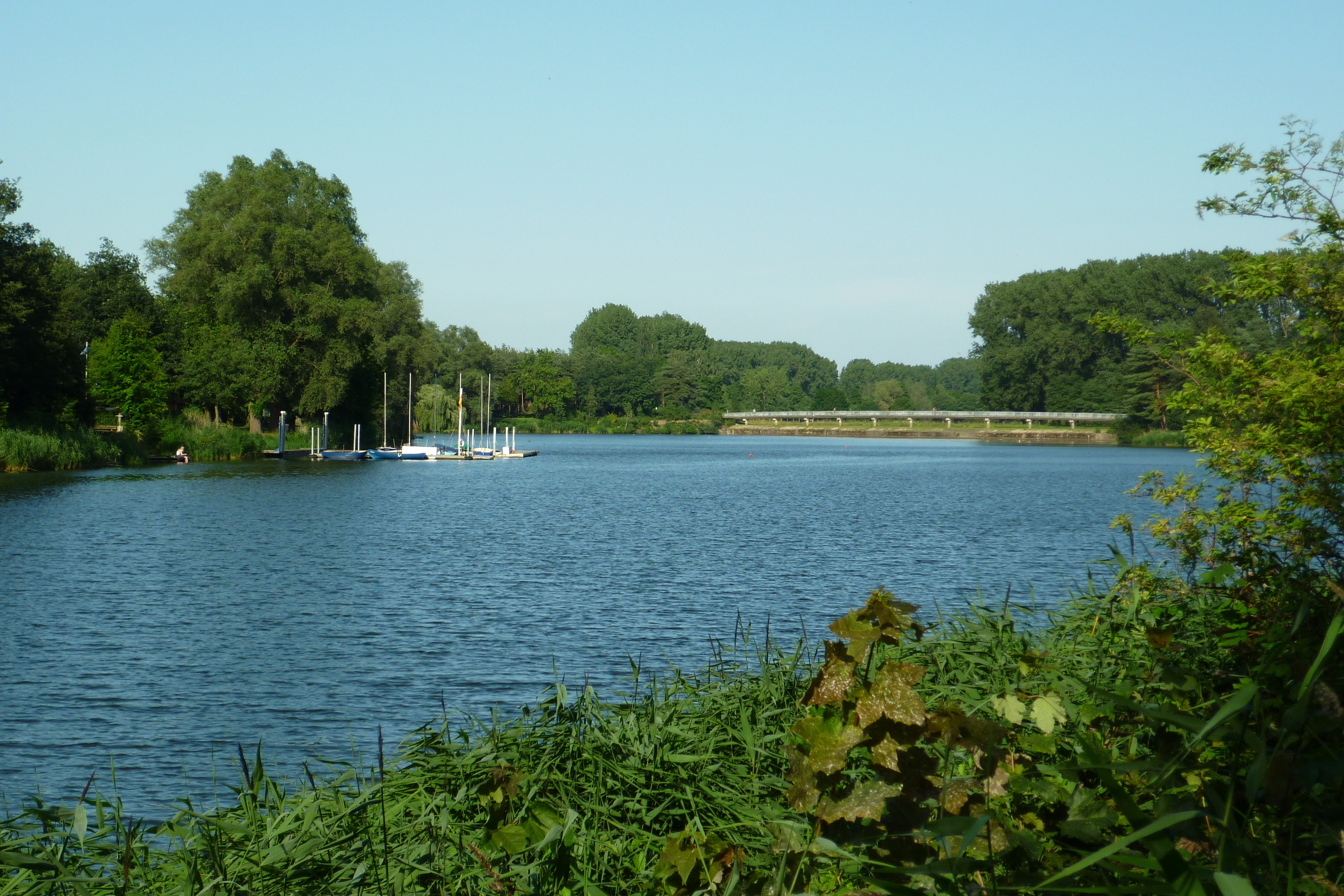
エムス湖

ヴァーレンドルフの旧市街にも近い、直線化されたエムス川の古い川筋であったエムス湖ではヨットやモーターボートの免許取得が可能である。また、夏季には手漕ぎボートを借りることもできる。市は2か所の屋内プールと1か所の屋外プールを運営している。内市街の外れ、エムス川の中州にある屋外プールは、2009年に改造された。

### スポーツ

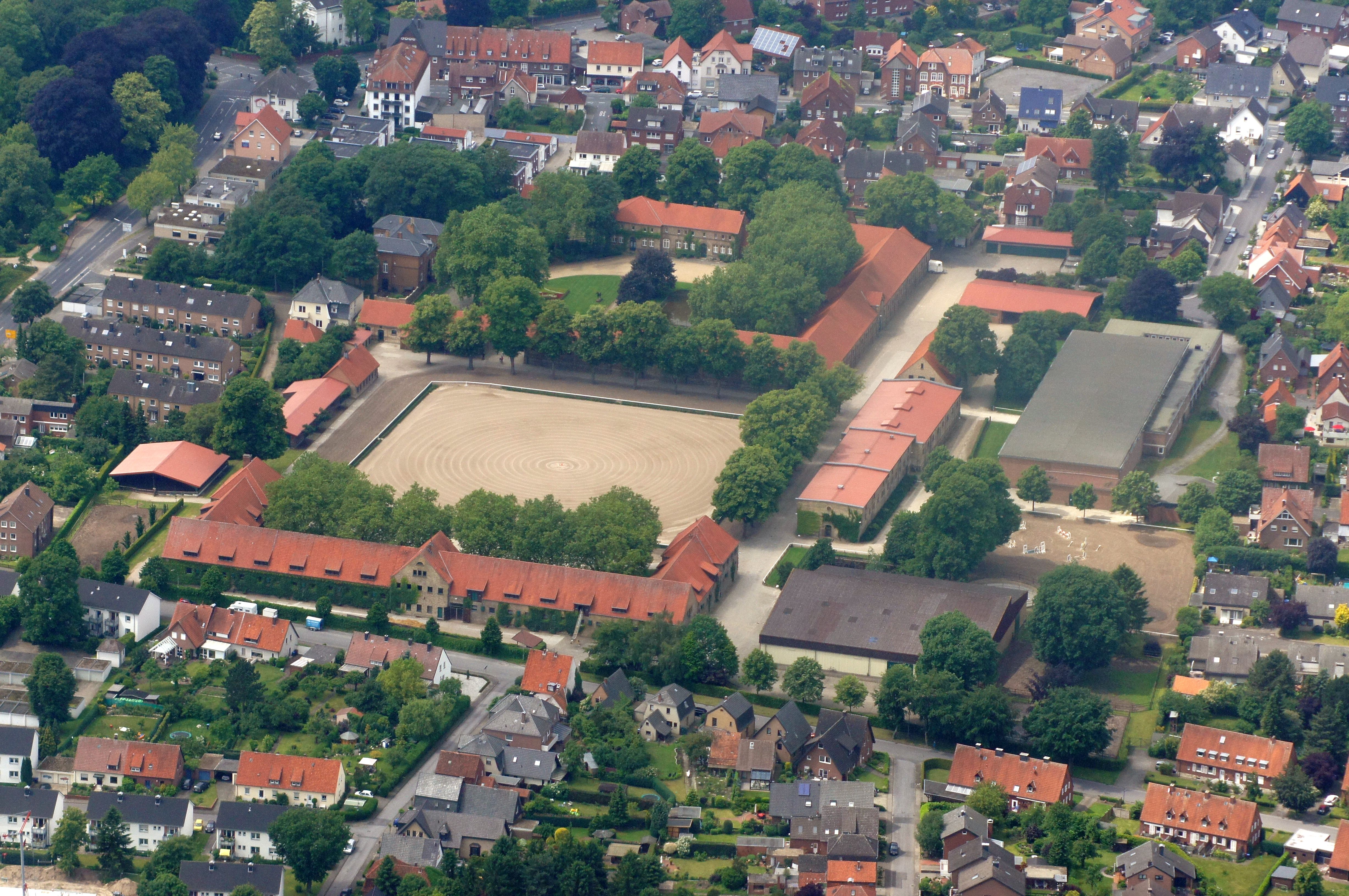
ヴェストファーレン馬飼育場全景

この街は、ドイツで最も重要なスポーツ都市の1つに成長している。ここにはドイツ乗馬協会 (FN) 、FNと密接に関係した乗馬ドイツオリンピック委員会 (DOKR) および乗馬の連邦トレーニングセンターがある。1826年にプロイセンの馬飼育場として設立されたノルトライン＝ヴェストファーレン州馬飼育場は、ヴァーレンドルフに本部を置いている。ドイツ乗馬学校もヴァーレンドルフの州立馬飼育場の敷地内にある。ハンス・ギュンター・ヴィンクラーをはじめとする優秀な騎手はヴァーレンドルフに家を持っている、あるいは持っていた。このほかに、乗馬訓練の専門学校であるホーフ・シュルツェ・ニーフースもヴァーレンドルフにある。
連邦軍の体育学校もヴァーレンドルフに本部を置いている。その敷地内には、ヴェストファーレンのオリンピック拠点があり、連邦軍スポーツ医学研究所、連邦軍スポーツ振興団が存在している。ここではミヒャエル・グロス、トーマス・ヘルリーゲル、アニカ・メールホルン、ラルフ・エッゲルト、ファトミレ・バイラマイ、ウルズラ・ホルといった有名なスポーツ選手がトレーニングを行っている、または行っていた。1995年と2002年の水泳ドイツ選手権大会はヴァーレンドルフで開催された。
ヴァーレンドルフ最大のスポーツクラブがヴァーレンドルファー・シュポルトウニオーン (WSU) である。このクラブはノルトライン＝ヴェストファーレン州の10大クラブの1つである。WSUの最も成功した部門はバレーボールである。その女子チームは、ブンデスリーガ2部北部地区に所属したことがあり、2004/2005年シーズンにこのリーグで準優勝した。2007/2008年にレギオナルリーガに降格した。BBC ヴァーレンドルフの車いすバスケットボールチームは2007/2008年にブンデスリーガ1部への昇格の権利を獲得したが、経営上の理由で辞退した。
1986年に設立されたサーフクラブ・ヴァーレンドルフのブンデスリーガチームは、2008年シーズンにドイツチャンピオンとなった。

### 年中行事

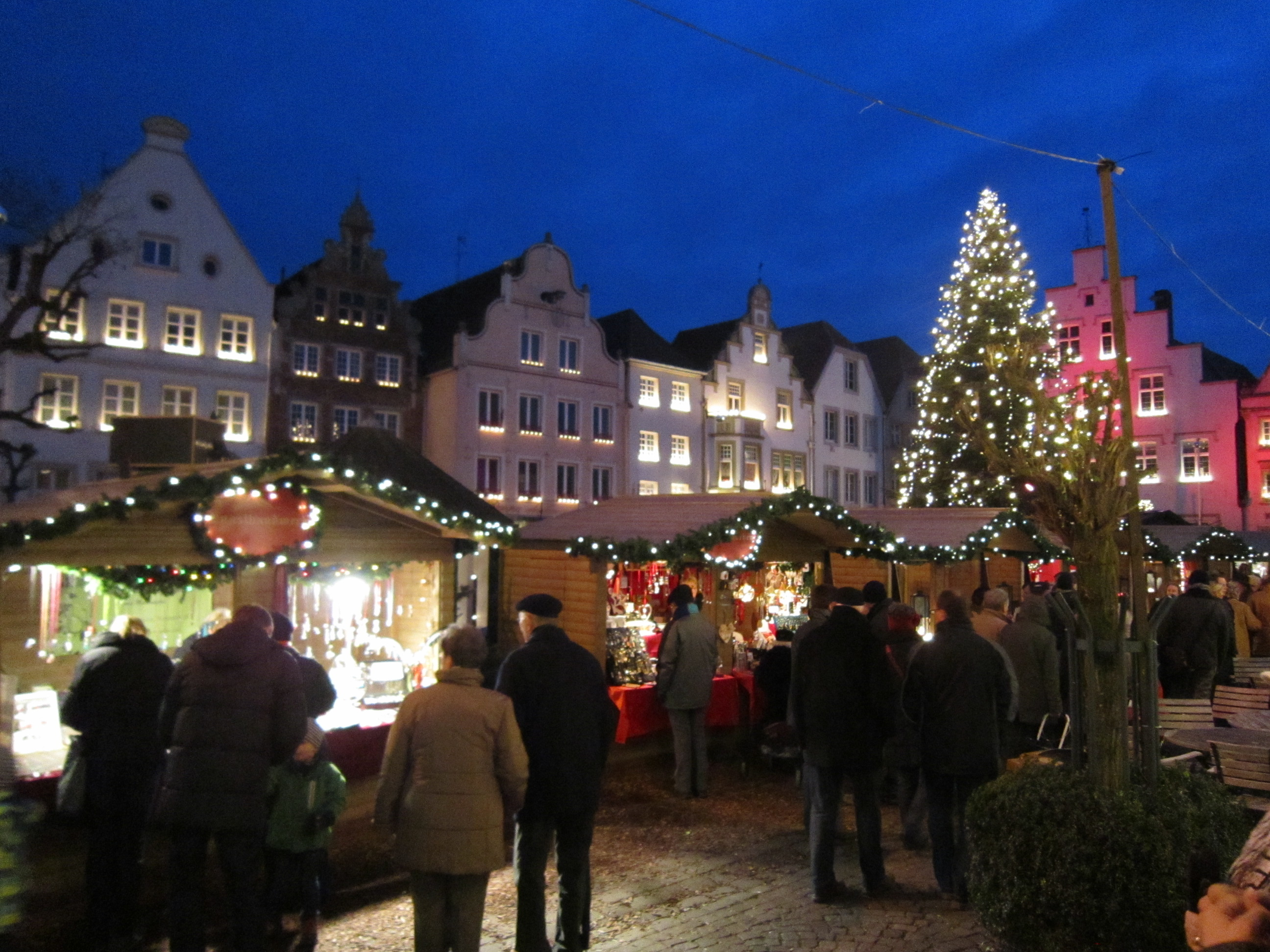
ヴァーレンドルフのクリスマスマーケット

- 4月: 春の目覚め、商店が開いている日曜日
- 7月: エムスフリンメルン（野外映画）
- 7月: 中世風のマルクトフェスト
- 7月: ヴァーレンドルフのゾンマーツォーネ
- 8月半ば: マリア被昇天祭。新しいマリアのアーチが設けられる。4日間にわたる大規模な教会祭で、旧市街は「ブンゲン」と呼ばれる提灯のイルミネーションがなされる。
- 8月半ば: フレッケンホルストのヴェスターホルト城夏のコンサート
- 8月: 雄馬のシンフォニー
- 8月/9月: ナハヴーフスプフェルデ（直訳すると「次世代の馬」）連邦選手権
- 8月/9月: ヴァーレンドルフのプフェルデナハト（直訳すると「馬の夜」）
- 9月/10月: ヴァーレンドルフの雄馬パレード
- 10月: フェットマルクト、5日間にわたる大規模な教会祭。商店が開く日曜日とアルトシュタットトレーデル（直訳すると「旧市街の骨董品」）
- 11月/12月: クリスマスマーケット。ヴァーレンドルフのクリスマスの森。

## 経済と社会資本

### 経済
ヴァーレンドルフには約 1,000社の主に中小企業が存在している。さらにヴァーレンドルフに拠点を置く有力企業も数社ある。
- 市の東部には、旧ミーレ焼き菓子工場がある。この会社は2005年にアルボニア＝フォルスター＝グループに組み込まれ、「ヴァーレンドルファー・キューヒェン GmbH」と改名した。その敷地にはミーレ合成樹脂工場もある。
- 「シューパルク・ファスキース GmbH」はヴァーレンドルフに本社を置いており、約80店の支店を運営している。
- 建築資材市場の納入業者「ザニトープ＝ヴィンゲロート」はヴァーレンドルフに、本社センターのほかに流通センターも有している。
- 木材および塗料の専門業者「オスモ」もヴァーレンドルフにある。

ヴァーレンドルフでは約11,000人が働いており、2014年9月の失業率は 4.9 % であった。2009年の小売業の総売上は2億1630万ユーロであった。

### 交通
市域内で連邦道 B64号線とB475号線が交差する。B475号線は市の東部をかすめているが、B64号線は内市街の南部を鉄道と並行して走っている。現在の B64号線は、直接内市街に入る交通量を増やさないようにするため暫定的に建設されたものである。連邦交通計画2003では、バイパス道路が緊急に必要であるとされている。最寄りのアウトバーンは A2号線で、そのベックム・インターチェンジまでは約 25 km の距離がある。
最寄りの国際空港は、約 35 km 離れたミュンスター/オスナブリュック空港である。また、テルクテ地区に交通飛行場のミュンスター＝テルクテ飛行場がある。このほかの国際空港は、パーダーボルン (70km)、ドルトムント (84 km)、デュッセルドルフ (153 km)、ブレーメン (170 km)、ヴェーツェ (185 km) にある。

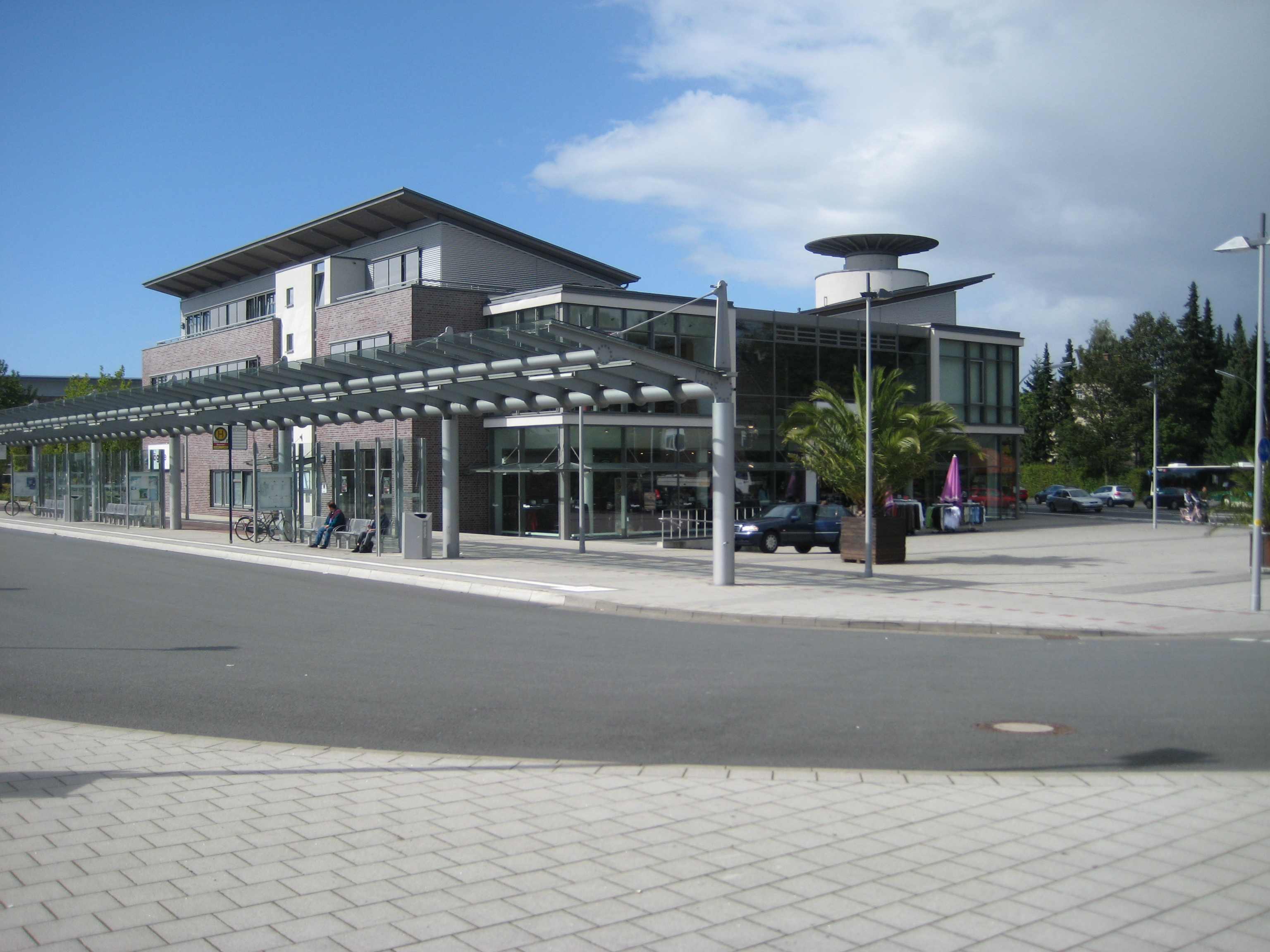
ヴァーレンドルフ駅

この街は、鉄道ミュンスター - レーダ＝ヴィーデンブリュック線で鉄道網に接続している。かつてはノイベックム - ヴァーレンドルフ線もこの駅を発着した。アイネン/ミュッシンゲン地区に新しい駅が建設中（2016年現在）である。2006年12月までフォーレンに駅があったが、運行速度上昇のために閉鎖された。2013年12月から、時刻表番号 406 のミュンスター - ビーレフェルト - ビュンデ - ラーデンという路線は、RB 67「デア・ヴァーレンドルフ」によって、平日は1時間間隔で利用できる。
駅のほかに中央バスステーションではミュンスター行き（テルクテ経由またはフレッケンホルスト経由）、ザッセンベルク行き、アーレン行き、ベックム行き（フレッケンホルスト、ヴェストキルヒェン、エニガーロー経由）の路線バスが1時間間隔で運行している。このほかに高速バスがヴァーレンドルフ南およびフレッケンホルストとミュンスターとを1時間間隔で結んでいる。
公共旅客交通は、運輸会社のオイロバーン、ヴェストファーレンバス、ミュンスターラント地域交通によって運営されている。

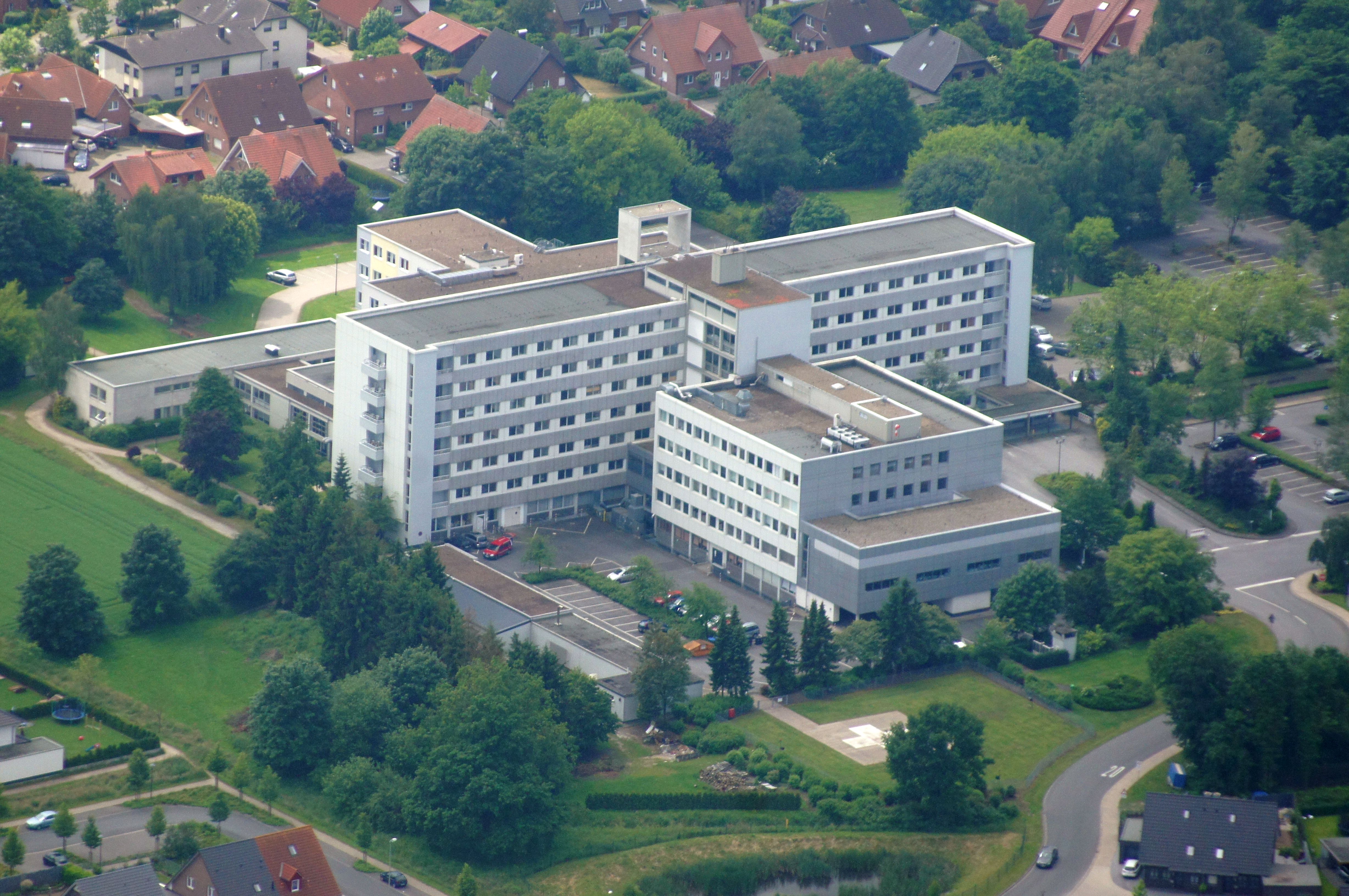
ヨーゼフス病院

### 健康、医療
自由公益法人によって運営されているヨーゼフス病院は、約 300床の病院である。この病院は市の北部、エムス川右岸の連邦軍体育学校の隣にあり、付属スポーツ医学研究所を併設している。ヨーゼフス病院は、ヴェストファーレン・ヴィルヘルムス大学ミュンスターの学術的研究病院である。一般外科、循環器外科、整形外科、事故障害外科、内科、心臓科、産婦人科、麻酔科、泌尿器科、耳鼻咽喉科の専門診療科がある。口腔、顎、顔面領域の手術、眼科、および形成外科手術は、緊急搬送を行う。年間約 3万人の外来・入院患者および救急患者を扱っている。ヨーゼフス病院は、ミュンスターラントにおける数少ない非宗教系民間法人の医療部門が運営する病院の1つである。この病院は約 500人の職員を雇用しており、本市最大の雇用主の1つとなっている。この病院には専門医による救急救命部門がある。また、様々な専門分野の医師による健康センターがこの医療法人によって設けられた。ギュータースロー郡のフェルスモルト市で、この法人は多くの専門医による医療サービスセンター (MVZ) を運営している。このほかに、ヴァーレンドルフには、テルクテ聖ロクス病院が運営する精神科の日帰りクリニックが1院ある。

### 教育
ヴァーレンドルフには以下の学校がある。

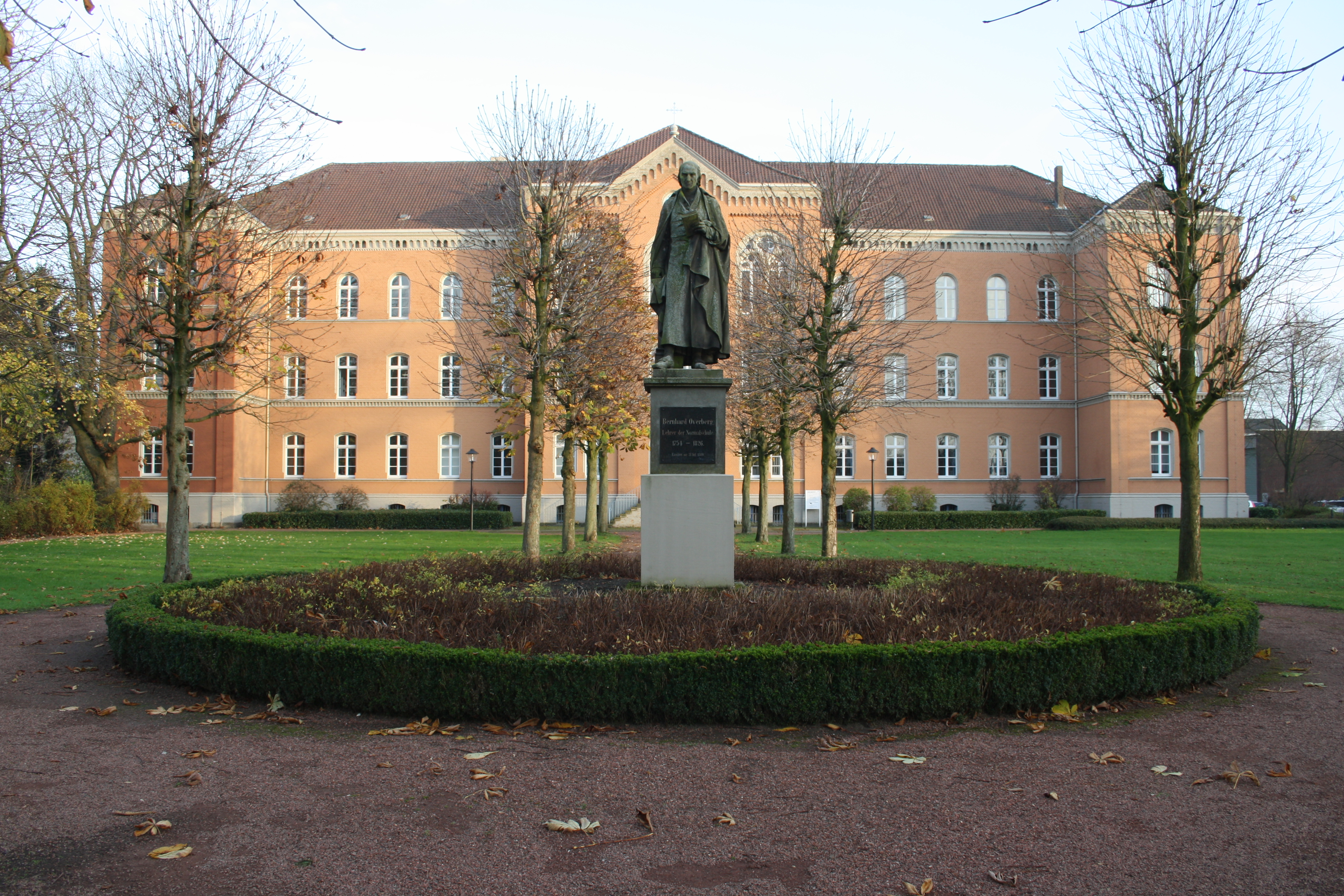
ギムナジウム・ラウレンティアヌム

- 基礎課程学校 8校: ラウレンティウスシューレ、ボーデルシュヴィングシューレ、ヨーゼフシューレ、オーファーベルクシューレ、エーファーヴォルトシューレ・フレッケンホルスト、W. アハターマン＝シューレ・ミッテ、アイネン基礎課程学校、デカント＝ヴェッシング＝シューレ・ヘートマール
- 総合学校 1校: ヴァーレンドルフ市立総合学校
- 実科学校 2校: フォン＝ガーレン＝シューレ（建築課程がある）、ヨハン＝ハインリヒ＝シュミュリング＝シューレ（司教実科学校）
- ギムナジウム 3校: ギムナジウム・ラウレンティアヌム、マリエンギムナジウム、アウグツティン＝ヴィッベルト＝ギムナジウム（建築ギムナジウム）
- 養護学校 3校: フランツィスクスシューレ（重点: 学習）、ハインリヒ＝テレン＝シューレ（重点: 精神発達）、アルトリート＝リントグレン＝シューレ（重点: 言語）
- 職業訓練学校 2校: ヴァーレンドルフ郡のオイローパシューレ・パウル＝シュピーゲル職業補習高等専門学校とエディト＝シュタイン補習高等専門学校（州指定の老人養護セミナー、州指定家族養護専門セミナー、ポドロジー学校）

多くの学校は市が運営している。それ以外の学校運営は、ヴァーレンドルフ郡（アストリート＝リントグレン＝シューレおよび補習高等専門学校）、ヴァーレンドルフ首席司祭区カリタス連合（ハインリヒ＝テレン＝シューレとエディト＝シュタイン補習高等専門学校）、ミュンスター司教区（ヨハン＝ハインリヒ＝シュミュリング＝シューレ）が担っている。
こうした学校に読書を奨励する重要なパートナーが市立図書館である。クルツァー・ケッセル通り17番地の「ハウス・ミット・ヴィーレン・ザイテン」は、全ヴァーレンドルフ市民のための教育機関および情報サービス機関であると認識されている。

### 消防団
ヴァーレンドルフ消防団は、青年消防団と6つの名誉部門のほかに7つの現役消防隊で構成されている。
- 第1および第2消防隊　ヴァーレンドルフ中核市区
- 第3消防隊　フレッケンホルスト地区
- 第4消防隊　ヘートマール地区
- 第5消防隊　ミッテ地区
- 第6消防隊　アイネン地区
- 第7消防隊　フォーレン地区

ヴァーレンドルフ消防団の7つの消防隊は、合計 291人の現役消防団員、36輌以上の消防・特別車輌を擁している（2014年3月15日現在）。

## 人物

### 出身者
- パウル・シュピーゲル（1937年 - 2006年）ジャーナリスト
- フランク・オストホルト（ドイツ語版、英語版）（1975年 - ）総合馬術選手

### ゆかりの人物
- ハインリヒ・ヴィンデレン（ドイツ語版、英語版）（1921年 - 2015年）政治家。ドイツ連邦共和国追放者・難民・戦災者相、ドイツ連邦共和国ドイツ内関係相を歴任した。ヴァーレンドルフで亡くなった。
- ルイジ・コラーニ（1928年 - ）デザイナー。一時期ヴァーレンドルフ近郊ハルコッテン城に住んだ。
- ハラルト・ノルポト (1942年 - ）中・長距離走選手。1971年 - 2002年に連邦軍体育学校で指導した。
- ベルント・カンネンベルク（1942年 - ）競歩選手。長年、連邦軍体育学校で指導者を務めた。